# Peter Sloterdijk
Peter Sloterdijk, född 26 juni 1947 i Karlsruhe är en tysk filosof. Han är professor i filosofi och estetik vid Staatliche Hochschule für Gestaltung i Karlsruhe.

## Citat
- I luften ligger omvändningen av förhållandet mellan liv och lärande: slutet för tron på undervisningen. [Kritik der zynischen Vernunft]
- I grunden tror ingen människa längre att lärande idag löser "problem" i morgon; nästan säkert är däremot att det utlöser dem. [Kritik der zynischen Vernunft]